# Tobias Heinzelmann (Islamwissenschaftler)
Tobias Heinzelmann (* 1970) ist ein deutsch-schweizerischer Islamwissenschafter und Hochschullehrer.

## Werdegang
Nach dem Abitur 1989 am Theodor-Heuss-Gymnasium Schopfheim studierte Heinzelmann in Freiburg Islamwissenschaft mit den Schwerpunkten Türkei und Persien sowie Kunstgeschichte im Nebenfach.
2003 promovierte er an der Universität Heidelberg mit dem Thema Heiliger Kampf oder Landesverteidigung? Die Diskussion um die Einführung der allgemeinen Militärpflicht im Osmanischen Reich 1826–1856.
Seit 1999 ist er in verschiedenen Tätigkeiten am Asien-Orient-Institut der Universität Zürich beschäftigt, wo er 2003 habilitierte und 2013 zum Titularprofessor für Islamwissenschaft ernannt wurde.
Seine Forschungsschwerpunkte sind die Ideen- und Kulturgeschichte des Osmanischen Reiches.

## Veröffentlichungen (Auszug)
- Heiliger Kampf oder Landesverteidigung? Die Diskussion um die Einführung der allgemeinen Militärpflicht im Osmanischen Reich 1826–1856. Frankfurt am Main, 2004. ISBN 978-3-631-52545-6
- Populäre religiöse Literatur und Buchkultur im Osmanischen Reich: Eine Studie zur Nutzung der Werke der Brüder Yaziciogli. Baden-Baden 2015. ISBN 978-3-95650-704-5
- Herausgeberschaft mit Henning Sievert: Buchkultur im Nahen Osten des 17. und 18. Jahrhunderts, Welten des Islams Bd. 3. Bern 2010. ISBN 978-3-0343-0451-1